# Norrut åker man för att dö
Norrut åker man för att dö är en roman från 2014 av Ida Linde. Linde tilldelades både Aftonbladets litteraturpris och Norrlands litteraturpris för romanen.